# Nesolycaena
Nesolycaena là một chi bướm ngày thuộc họ Lycaenidae.